# Andora
Kneževina Andora je neodvisna celinska država v Evropi, v Pirenejih med Španijo in Francijo in je kondominij med Republiko Francijo in Urgelsko škofijo v Španiji. Ustanovljena je bila 8. septembra 1278 in je po površini in prebivalstvu največja med šestimi najmanjšimi državami v Evropi in na svetu.

## Geografija
Država leži v visokogorski dolini v Pirenejih. Več kot tretjina Andore leži nad zgornjo gozdno mejo. Najvišja gora je Coma Pedrose, visoka 2.946 metrov. Andora je ena izmed katalonskih dežel in edina, ki ni del kakšne druge države. Andora nima stoječih voda, njena površina pa zavzema 468 km².

### Podnebje
Zaradi lege ima Andora relativno hladno gorsko podnebje. V januarju so povprečne temperature –7 °C, poleti se temperatura povzpne na 26 °C.

### Demografija
Andora ima približno 80.000 prebivalcev (2021), od tega je po državljanstvu:
- Kataloncev 36,0 %
- Špancev 40,6 %
- Portugalcev 12,02 %
- Francozov 6,5 %
- Ostalih 6,7 %

Večina prebivalcev govori špansko (58 %), katalonsko govori 35 % prebivalcev, ostalih 7 % pa francosko. Uradni jezik je Katalonščina (edina neodvisna država s tem jezikom).
Letni prirastek prebivalstva je 5,0 %. Povprečna življenjska doba je 80 let. Smrtnost dojenčkov je 0,6 %, otrok pa 0,7 %.
Večina prebivalcev pripada rimskokatoliški cerkvi.

## Zgodovina
Andora je samostojna od časov Karla Velikega. Leta 1278 je bila ustanovljena kneževina brez kneza, vrhovna oblast je bila razdeljena (tako imenovan kondominij) med škofa iz Urgela (Španija) in grofa Foix (sedaj je pravni naslednik predsednik Francije).
Pravice soknezov izvajata dva pooblaščenca, ki pa nimata sedeža v Andori. Poslala sta zastopnika v Andoro in ta je imel nadzor nad zakonodajo in upravo. Letno je prejel simbolično dajatev za sokneza.
25. januarja 1981 je Vrhovni svet dolin (parlament) po 703 letih samostojnosti sprejel prvo ustavo, ki je uzakonila ustanovitev vlade in reformo uprave.
Do leta 1993 v Andori ni bilo delitve zakonodajne, izvršilne in sodne oblasti. Šele ustava iz leta 1993 je uzakonila Andoro kot suvereno državo z demokratičnim parlamentarnim sistemom. Oba sokneza sta ostala vrhovna voditelja države (zastopa ju predstavnik). Izvršilna oblast pa je prešla na ministrskega predsednika, ki je odgovoren parlamentu.

## Politika
Obstajajo tri stranke: Partit Liberal d'Andorra (PLA – Liberalna stranka Andore), Partit Socialdemocrata (PS – Socialdemokratska stranka) in Partit Democrata (PD – Demokratska stranka). Le del prebivalstva ima volilno pravico. Državljanstvo se lahko pridobi šele po 25 letih bivanja v Andori.
Andora se deli na sedem parròqies (dobesedno župnija, dejansko pa občina):
- Andorra la Vella (Glavno mesto; 22.035 prebivalcev)
- Canillo (3.707)
- Encamp (11.832)
- Escaldes-Engordany (16.402)
- La Massana (7.264)
- Ordino (2.767)
- Sant Julià de Lòria (8.313)

(Število prebivalcev: stanje 1. januar 2004)
Andora ni članica Evropske unije.

## Gospodarstvo
Andora nima praktično nobenih naravnih virov, razen morda vode. V preteklosti je bila Andora kljub gorski legi poljedelska dežela, sedaj se ukvarjajo pretežno z živinorejo. Dežela ima zelo razvit turizem, predvsem zimski. Na razpolago je približno 400 hotelov ter centrov za šport in razvedrilo.
Do leta 2002 sta bila edino uradno plačilno sredstvo francoski frank in španska pezeta, ki sta bila tako kot v Franciji in Španiji zamenjana z evrom. Ker ne pripada EU, je Andora znana kot davčna oaza. Mnoga podjetja, ki imajo tu samo poštni predal, uživajo prednost nizkih davkov, turiste pa privlačijo nizke cene za alkohol, tobak in kozmetiko.
Bruto domači proizvod znaša 1,2 milijarde euro (1996).

## Kultura
Državni praznik je 8. september, Dan ustave pa 14. marec.
Andora je bila do leta 1981 sedež zasebnih radijskih postaj Sud Radio in Radio Andora, ki sta imeli do 17. marca 1981 močne srednje- in kratkovalovne oddajnike v Encamp in na Pic Blancu. Sprejem je bil možen v vsej Evropi.